# Адміністративний устрій Троїцького району
Адміністративний устрій Троїцького району — адміністративно-територіальний устрій Троїцького району Луганської області на 1 селищну раду та 17 сільських рад, які об'єднують 58 населених пунктів і підпорядковані Троїцькій районній раді. Адміністративний центр — смт Троїцьке.

## Список радТроїцького району
| №  | Назва                                | Центр                   | Населені пункти                                                                       | Площа км² | Місце за площею | Населення (2001), осіб. | Місце за населенням |
| -- | ------------------------------------ | ----------------------- | ------------------------------------------------------------------------------------- | --------- | --------------- | ----------------------- | ------------------- |
| 1  | Троїцька селищна рада                | смт Троїцьке            | смт Троїцьке                                                                          |           |                 |                         |                     |
| 2  | Арапівська сільська рада             | с. Арапівка             | с. Арапівка с. Бараничеве с. Кошелівка                                                |           |                 |                         |                     |
| 3  | Багачанська сільська рада            | с. Багачка              | с. Багачка с. Калініне с. Максимівка с. Роднички                                      |           |                 |                         |                     |
| 4  | Вівчарівська сільська рада           | с. Вівчарове            | с. Вівчарове с. Дуванка с. Маслакове с. Трудродительське                              |           |                 |                         |                     |
| 5  | Воєводська сільська рада             | с. Воєводське           | с. Воєводське с. Загір'я с. Іллічівка с. Маслівка с. Озеро с. Полтавське с. Судьбинка |           |                 |                         |                     |
| 6  | Демино-Олександрівська сільська рада | с. Демино-Олександрівка | с. Демино-Олександрівка с. Сиротине                                                   |           |                 |                         |                     |
| 7  | Лантратівська сільська рада          | с. Лантратівка          | с. Лантратівка с. Бабичеве                                                            |           |                 |                         |                     |
| 8  | Новознам'янська сільська рада        | с. Новознам'янка        | с. Новознам'янка с. Кашкарне с. Солонці                                               |           |                 |                         |                     |
| 9  | Новоолександрівська сільська рада    | с. Новоолександрівка    | с. Новоолександрівка с. Глотівка с. Іллінка                                           |           |                 |                         |                     |
| 10 | Новочервоненська сільська рада       | с. Новочервоне          | с. Новочервоне                                                                        |           |                 |                         |                     |
| 11 | Покровська сільська рада             | с. Покровське           | с. Покровське с. Богородицьке с. Давидівка                                            |           |                 |                         |                     |
| 12 | Привільська сільська рада            | с-ще Привілля           | с-ще Привілля с. Березівка с. Вільшани с. Головкове с. Лугове с. Чапліївка с. Шахове  |           |                 |                         |                     |
| 13 | Розпасіївська сільська рада          | с. Розпасіївка          | с. Розпасіївка с. Федосіївка с. Царівка                                               |           |                 |                         |                     |
| 14 | Розсипненська сільська рада          | с. Розсипне             | с. Розсипне с. Шатківка                                                               |           |                 |                         |                     |
| 15 | Тарасівська сільська рада            | с. Тарасівка            | с. Тарасівка                                                                          |           |                 |                         |                     |
| 16 | Тимонівська сільська рада            | с. Тимонове             | с. Тимонове с. Красногригорівка с. Малоолександрівка с. Михайлівка                    |           |                 |                         |                     |
| 17 | Тополівська сільська рада            | с. Тополі               | с. Тополі с. Аношкине с. Високе с. Жовтневе с. Козарик                                |           |                 |                         |                     |
| 18 | Яменська сільська рада               | с. Ями                  | с. Ями с. Караїчне с. Клинуватка с. Коченове                                          |           |                 |                         |                     |

* Примітки: м. — місто, смт — селище міського типу, с. — село, с-ще — селище